# Joshua Eijgenraam
Joshua Eijgenraam (Berkel en Rodenrijs, 18 de febrero de 2002) es un futbolista neerlandés que juega de centrocampista en el VVV-Venlo de la Eerste Divisie.

## Trayectoria
Nació en Berkel en Rodenrijs y progresó en las categorías inferiores del equipo de su ciudad natal TOGB antes de pasar a la academia del Excelsior Róterdam en 2014. Debutó como profesional en la Eerste Divisie apareciendo como suplente contra el Jong AZ en el Van Donge & De Roo Stadion del Excelsior el 20 de noviembre de 2020.
Tras su ascenso desde la Eerste Divisie al final de la temporada 2021-22, recibió un nuevo contrato y una prórroga hasta 2025 como recompensa por convertirse en un fijo del primer equipo. Tras su ascenso desde la Eerste Divisie al final de la temporada 2021-22, debutó en la Eredivisie con el Excelsior el 12 de agosto de 2022 contra el SC Cambuur Leeuwarden en el Cambuur Stadion en una victoria por 2-0.

## Estadísticas

### Clubes
Actualizado al último partido disputado el 8 de noviembre de 2024.
| Club                              | Div.          | Temporada     | Liga  | Liga  | Copas nacionales | Copas nacionales | Copas internacionales | Copas internacionales | Total | Total |
| Club                              | Div.          | Temporada     | Part. | Goles | Part.            | Goles            | Part.                 | Goles                 | Part. | Goles |
| --------------------------------- | ------------- | ------------- | ----- | ----- | ---------------- | ---------------- | --------------------- | --------------------- | ----- | ----- |
| Excelsior Róterdam · Países Bajos | 2.ª           | 2020-21       | 1     | 0     | 0                | 0                | ―                     | ―                     | 1     | 0     |
| Excelsior Róterdam · Países Bajos | 2.ª           | 2021-22       | 38    | 0     | 1                | 0                | ―                     | ―                     | 39    | 0     |
| Excelsior Róterdam · Países Bajos | 1.ª           | 2022-23       | 13    | 0     | 2                | 0                | ―                     | ―                     | 15    | 0     |
| TOP Oss · Países Bajos            | 2.ª           | 2023-24       | 16    | 0     | 0                | 0                | ―                     | ―                     | 16    | 0     |
| TOP Oss · Países Bajos            | Total club    | Total club    | 16    | 0     | 0                | 0                | 0                     | 0                     | 16    | 0     |
| Excelsior Róterdam · Países Bajos | 2.ª           | 2024-25       | 10    | 0     | 1                | 0                | ―                     | ―                     | 11    | 0     |
| Excelsior Róterdam · Países Bajos | Total club    | Total club    | 62    | 0     | 4                | 0                | 0                     | 0                     | 66    | 0     |
| Total carrera                     | Total carrera | Total carrera | 79    | 0     | 4                | 0                | 0                     | 0                     | 83    | 0     |